# Mohammad Panjali
Seyed Mohammad Panjali Qommi (Teherán, Irán, 2 de diciembre de 1955) es un exfutbolista iraní. Se desempeñaba en posición de defensa.

## Selección nacional
Fue internacional con la Selección de fútbol de Irán en cuarenta y cinco ocasiones.

## Clubes
| Club          | País | Año         |
| ------------- | ---- | ----------- |
| Fath Tehran   | Irán | 1975 - 1976 |
| Persépolis FC | Irán | 1976 - 1993 |

## Palmarés

### Campeonatos nacionales
| Título     | Club          | País | Año        |
| ---------- | ------------- | ---- | ---------- |
| Copa Hazfi | Persépolis FC | Irán | 1987, 1991 |

### Campeonatos internacionales
| Título                      | Club          | País | Año  |
| --------------------------- | ------------- | ---- | ---- |
| Liga de Campeones de la AFC | Persépolis FC | Irán | 1990 |